# Future Shock (Herbie Hancock)
Future Shock è un album di funky e jazz elettronico di Herbie Hancock. Contiene la hit single Rockit con la quale Hancock ricevette il Grammy per miglior performance nel 1983; lo stesso anno in cui venne pubblicato il disco. È sicuramente uno degli album più sperimentali di Hancock con influssi di hip-hop e musica elettronica. Grande importanza (in questo disco) viene dedicata al turntablism.

## Tracce
1. Rockit 5:22
2. Future Shock 8:02
3. TFS 5:15
4. Earth Beat 5:10
5. Autodrive 6:25
6. Rough 6:57
7. Rockit (megamix) (presente solo nel cd rimasterizzato) 6:18

## Musicisti
- Herbie Hancock: sintetizzatori, pianoforte.
- Bill Laswell: basso.
- Grand Mixer DST: turntablism.
- Michael Beinhorn: sintetizzatori.
- Sly Dunbar: batteria, percussioni.
- Daniel Poncé: percussioni.
- Pete Cosey: chitarra elettrica.
- Dwight Jackson Jr.: voce (a "Future Shock")
- Bernard Fowler, Roger Trilling, Nicky Skopelitis: cori.